# Самсарски хребет
Самсарският хребет (на грузински: სამსრის ქედი; на руски: Самсарский хребет) е меридионален планински хребет в южната част на Грузия, част от системата на планината Малък Кавказ. Простира се на 75 km от север на юг между водосборните басейни на реките Храми (на север и североизток) и Паравани (на запад, юг и югоизток), десни притоци на Кура. На север чрез проход висок 2100 m се свързва с Триалетския хребет, а на изток, северно от езерото Паравани чрез прохода Тикматаш (2168 m) – с Джавахетския хребет. Максимална височина връх Диди-Абули 3300 m (41°26′13″ с. ш. 43°38′46″ и. д. / 41.436944° с. ш. 43.646111° и. д.), издигащ се в южната му част, а на 9 km северно от него е връх Самсари 3284 m. Изграден е от трахитови лави. Характерни са древните ледникови форми на релефа (кари, трогови долини, циркуси). В хребета се наблюдава най-суровия климат на Грузия и поради тази причина е наречен „Грузински Сибир“, като през зимата температурите падат до -35 °C. В северозападното му подножие, на 1989 m е разположено безотточното езеро Табацкури, а в югоизточното – най-голямото грузинско езеро Паравани (на 2075 m) – извор на река Паравани (десен приток на Кура). Целият хребет е напълно обезлесен. В югозападното му подножие е разположен град Ахалкалаки, а в южното – град Ниноцминда.

## Топографска карта
- К-37-XХ М 1:200000[2]